# Östersund (stad)
Östersund is een stad in de gemeenten Östersund en Krokom in het landschap Jämtland en de provincie Jämtlands län in Zweden. De stad heeft 49.806 inwoners (2017) en een oppervlakte van 2684 hectare. Östersund is de hoofdstad van de gemeente Östersund en de provincie Jämtlands län, het is ook de grootste stad van het noordwesten van Zweden.
Östersund is gesticht in 1786 door Gustav III. Östersund ontwikkelde zich gedurende de eerste 100 jaar langzaam, maar na de komst van een spoorlijn in 1879, begon de stad te groeien.
De stad ligt aan de oostelijke zijde van de uitloper Brunfloviken van het Storsjön (Nederlands: het grote meer). Volgens een legende leeft er in dit meer een monster: Storsjödjuret; men probeert deze legende net zoals die van het Monster van Loch Ness te cultiveren, maar de Zweden willen er eigenlijk niet aan. Tegenover Östersund ligt op het eiland Frösön de wijk Frösö.
In de winter kan het in Östersund -30 of -40 °C worden, terwijl temperaturen van +25 °C in de zomer niet ongewoon zijn; gezien de waterrijke omgeving heerst er soms een muggenplaag. In de stad ligt ook een campus van de Mittuniversitetet (MIUN). In het centrum van Östersund zijn 300 winkels en ongeveer 50 restaurants te vinden.

## Sport
De Allsvensskan-voetbalclub Östersunds FK is hier gevestigd. Deze ploeg won in 2016 de beker. 
Tevens staat Östersund steevast op de biatlonkalender. In 2019 werd hier het WK biatlon gehouden.

## Vervoer
Östersund is in Zweden een verkeersknooppunt. Allerlei wegen kruisen elkaar hier:
- de Europese weg 45 (noord-zuid); Strömsund - Sveg;
- de Europese weg 14 (west-oost); Sundsvall - Trondheim;
- de Riksväg 87 (west-oost);
- treinverbinding Stockholm - Trondheim;
- treinverbinding Sundsvall - Trondheim, ook wel Mittbanan genoemd;
- zomerse treinverbinding Inlandsbanan, die hier noordwaarts vertrekt naar Gällivare (een dag reizen) en zuidwaarts naar Mora;
- vliegveld Åre-Östersund Airport; en een klein vliegveldje ten zuiden van de stad;
- busverbindingen naar alle plaatsen in de omgeving.

Beide wegen komen net ten noorden van de stad bij elkaar en gaan dan langs de oever van het meer zuidwaarts.
De Europese weg E14 en beide spoorverbindingen komen langs de grootste wintersportplaats van Zweden Åre, vlak tegen de Noorse grens aan; toch nog 120 km vanuit Östersund.

## Geboren
- Thore Enochsson (1908-1993), marathonloper
- Sören Wibe (1946–2010), econoom en politicus
- Rolf Lassgård (1955), acteur
- Hans Eskilsson (1966), voetballer
- Anna Ottosson (1976), alpineskiester
- Hello Saferide (1977), artiesten naam  Annika Norlin, singer-songwriter
- Alx Danielsson (1981), autocoureur
- Jesper Tjäder (1994), freestyleskiër
- Martin Ponsiluoma (1995), biatleet